# Kanada nemzeti parkjainak listája

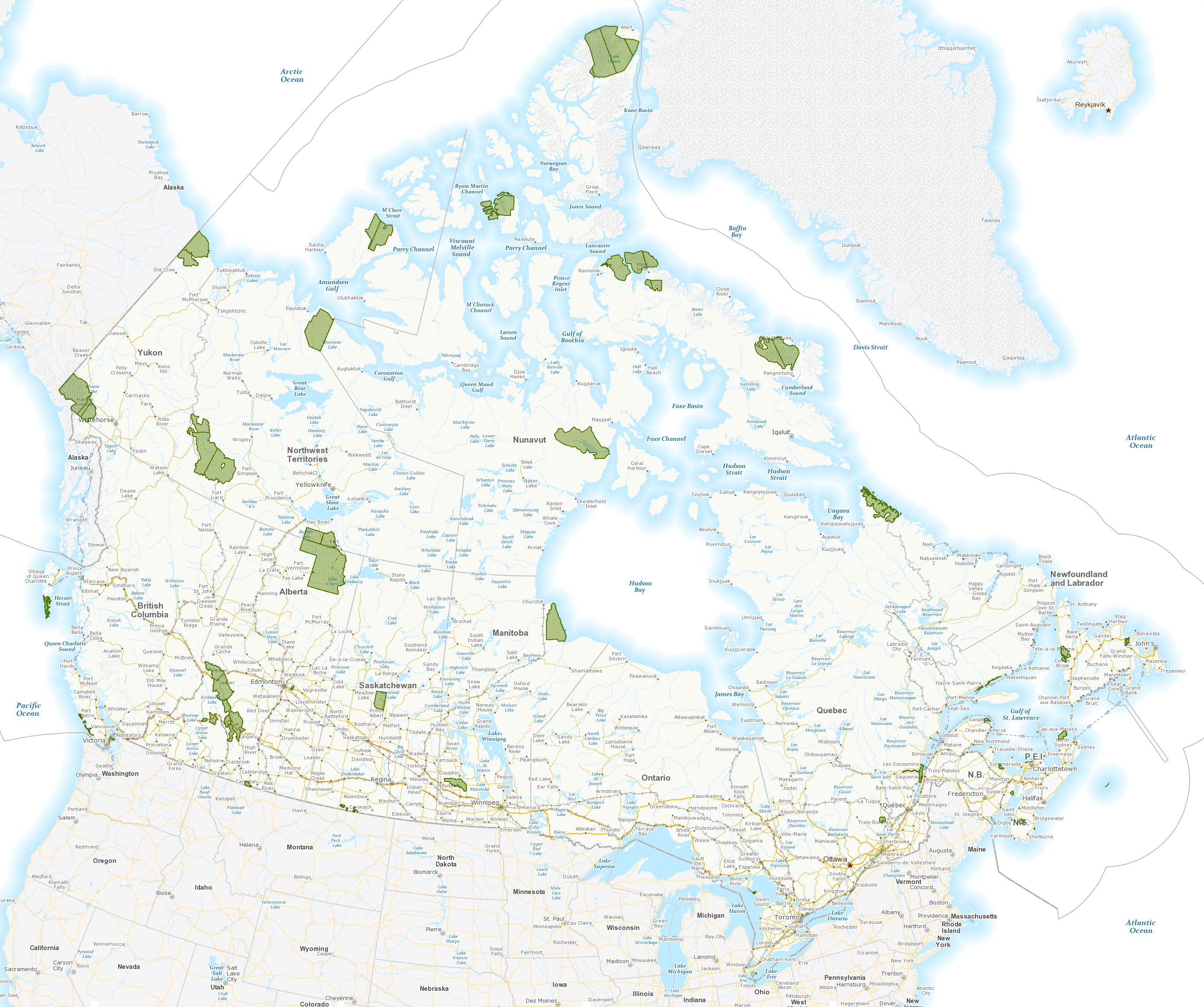
Kanada nemzeti parkjainak elhelyezkedése

Ez a szócikk Kanada nemzeti parkjait sorolja fel. A lista csak a szövetségi Canada National Parks Act által kezelt területeket tartalmazza, egyes tartományok rendelkeznek saját nemzeti parkokkal is.
A kanadai nemzeti parkokról szóló törvény meghatározása szerint ezek olyan természetvédelmi területek, amelyek a szövetségi kormányzat tulajdonát képezik és amelyeknek ökológiai egységessége megőrzendő a jelen és a jövő generációi számára, megvédendők mindenfajta mezőgazdasági és ipari felhasználástól. A nemzeti parkokban lehetőség nyílik nemcsak tudományos, hanem oktatási és szabadidős tevékenységek végzésére is.
A nemzeti parkokat a Parks Canada, egy úgy nevezett koronaügynökség kezeli, amely teljes mértékben a kanadai monarchia tulajdonában áll és a Környezetvédelmi és Klímaváltozásügyi Minisztérium joghatósága alá tartozik. A nemzeti park rendszer kiépítésének végső célja, hogy az ország mind a 39 különálló természeti régiója képviselve legyen legalább egy-egy nemzeti park által. Kanada első ilyen jellegű területét 1885-ben hozták létre  egy tanácsban hozott rendelet segítségével, hogy elkerüljék  egy  hőforrásai és barlangjai miatt nagy természeti értéket képviselő 26 km² -es terület magán kézbe kerülését a Sziklás-hegységben. 1887-ben az amerikai Yellowstone Nemzeti Park mintájára megalakult a Rocky Mountains Park, a mai Bannf Nemzeti Park közvetlen elődje. A nemzeti parkok ötlete népszerűvé vált és számos javaslat érkezett az ország különböző részeiről, amelyeket a Belügyminisztérium bírált el. 1911-ben az addig hatályban lévő Rocky Mountains Park Act- ot felváltotta a Dominion Forest Reserve and Parks Act, amely létrehozta a világ első nemzeti park szolgálatát, a Dominion Parks Branch-ot, amely elsősorban a vadorzás ellen lépett fel és a kanadai nemzeti parkok igazgatását is végezte. A korai nemzeti parkok elsődleges célja területek kijelölése és megóvása volt későbbi turisztikai felhasználásuk érdekében, ugyanakkor a korabeli adminisztráció kirekesztő politikát folytatott a védett területeken élő indiánok ellen és megtiltották korábbi életvitelük folytatását a nemzeti parkok területén. 1922-ben a Wood Buffalo Nemzeti Park elsőként engedélyezte a hagyományos őslakos tevékenységek folytatását és 1972-ben a Parks Canada rendezte az őslakosok földjeikhez fűződő jogait.
2019-ben a szövetségi nemzeti parkok listáján 38 hagyományos nemzeti park, 10 nemzeti park rezervátum és egy nemzeti városi park szerepelt, amelyeknek összterülete 328,198 km², az ország területének 3.3%-a. A parkok között Kanada 39 természeti régiójából 30 van képviseltetve és mind a 13 tartományban és területen található legalább egy nemzeti park. A Parks Canada látogatottsági adatai szerint 2016 és 2017 között 15 449 249 turista utazott el valamelyik nemzeti parkba. A legtöbben, több mint 4 millióan a Banff Nemzeti Parkot keresték fel, míg az ország északi részén fekvő Tuktut Nogait Nemzeti Parkban mindössze két turistát regisztráltak. A Parks Canada hatósága alá tartoznak még az ország nemzeti tengeri természetvédelmi területei és rezervátumai, valamint az egyetlen helyszínnel képviseltetett nemzeti landmarkok is. Folyamatosan folynak kutatások, amelyek új nemzeti parkok létrehozását készítik elő az eddig nem reprezentált régiókban.

## Nemzeti parkok és nemzeti park rezervátumok
A rezervátum, vagy városi park megnevezéssel rendelkező nemzeti parkoknál zárójelben van jelölve a státuszuk.
| Név                                                   | Kép                                                   | Elhelyezkedés | Alapítás       | Terület (2017)                           | Természeti régió                                          | Leírás |
| ----------------------------------------------------- | ----------------------------------------------------- | --- | -------------- | ---------------------------------------- | --------------------------------------------------------- | --- |
| Akami-UapishkU-KakKasuak-Mealy Mountains (Rezervátum) |                                                       | Új-Fundland és Labrador · é. sz. 53° 24′, ny. h. 59° 22′53.400000°N 59.366667°WAkami-Uapishk-KakKasuak-Mealy Mountains National Park | 2015           | 107 00 km2                               | Kelet-kanadai erdők régió, tajga és tundra                | Kelet-Kanada legnagyobb nemzeti parkja a jégformálta Mealy-hegység tajgai és tundrai élőhelyeinek nyújt védelmet. A sziklás csúcsok által dominált park hosszú homokos tengerparttal rendelkezik a Labrador-tenger partján. |
| Aulavik                                               |                                                       | Északnyugati területek · é. sz. 73° 42′, ny. h. 119° 55′73.700000°N 119.916667°WAulavik National Park                                | 1992           | 12 200 km2                               | Nyugati sarkvidéki alföldek régió, sarkvidéki sivatag     | A Banks-sziget északi részén fekvő nemzeti park egy arktikus sivatag, semmilyen fa nem él meg már ezen az északi szélességen. Ennek ellenére a világ legnagyobb keleti pézsmatulok állományának és a veszélyeztetett peary karibu jelentős populációjának ad otthont. |
| Auyuittuq                                             | A Weasel-folyó torkolata az Auyuittuq Nemzeti Parkban | Nunavut · é. sz. 67° 53′, ny. h. 65° 01′67.883333°N 65.016667°WAuyuittuq National Park                                               | 2001           | 19 089 km2                               | Northern Davis régió, sarkvidéki hegyvidék                | A Baffin-sziget délkeleti részén, a Cumberland-félszigeten elterülő nemzeti park a sarkkörön túl helyezkedik el. A korábban Baffin Island Nemzeti Park néven ismert védett terület látványos fjordjairól, gleccsereiről és jégmezőiről híres. A park magába foglalja a Baffin-hegység leglátványosabb vonulatait, itt található a világ legmagasabb vertikális sziklafalával rendelkező Mount Thor is, amelynek oldalában egy gránit meredély 1250 m magas természetes falat képez. |
| Banff *                                               |                                                       | Alberta é. sz. 51° 30′, ny. h. 116° 00′51.500000°N 116.000000°WBanff National Park                                                   | 1885           | 6 641 km2                                | Sziklás-hegység                                           | Kanada első nemzeti parkját 1885-ben alapították. Három másik sziklás-hegységi nemzeti parkkal együtt a világörökség részét képezi. Az alpesi tájat látványos hegycsúcsai, gleccserei, tengerszemei és nagy kiterjedésű érintetlen erdői az ország egyik legnépszerűbb turista célpontjává teszik, évente több mint 4 millióan keresik fel. |
| Bruce Peninsula †                                     |                                                       | Ontario é. sz. 45° 14′, ny. h. 81° 37′45.233333°N 81.616667°WBruce Peninsula National Park                                           | 1987           | 125 km2                                  | A Szent Lőrinc-folyó és a Nagy-tavak alföldje             | A nemzeti park a Huron-tóba benyúló Bruce-félszigetet foglalja magába. A park legfontosabb látványossága a sziklás partvidék, amely a Niagara-lépcső részeként jött létre, amikor a puhább kőzeteket lekoptatta az erózió az ellenállóbb dolomit alapkőzetről. Itt halad végig az ország leghosszabb kiránduló útvonalai közé tartozó Bruce Trail. A védett terület ismert még nagy fekete medve populációjáról, különleges lápi élőhelyeiről és gazdag hüllő, valamint orchidea állományáról is. Több másik természetvédelmi területtel együtt a Niagara-lépcső UNESCO bioszféra-rezervátum részét képezi. |
| Cape Breton Highlands                                 |                                                       | Új-Skócia · é. sz. 46° 43′, ny. h. 60° 40′46.716667°N 60.666667°WCape Breton Highlands National Park                                 | 1936           | 948 km2                                  | Akádiai lombhullató erdők, óceáni klíma                   | Kanada atlanti tartományainak legrégibb nemzeti parkja a Breton-foki-sziget északi részén helyezkedik el. Az óceán felől sziklás tengerpart határolja, délen tóvidék húzódik végig. Az alacsonyabb tengerszint feletti magasságon lombhullató akádiai erdők találhatóak, a magasabb térszíneket a tajga jellegű kanadai boreális erdők uralják, a nemzeti park közepén elterülő fennsíkra pedig a tundrai növényzet jellemző. Itt található Új-Skócia legnagyobb kanadai hiúz állománya, és a környező óceán a súlyosan veszélyeztetett északi simabálna utolsó élőhelyei közé tartozik.                    |
| Elk Island †                                          |                                                       | Alberta é. sz. 53° 37′, ny. h. 112° 52′53.616667°N 112.866667°WElk Island National Park                                              | 1913           | 194 km2                                  | Déli boreális síkságok és fennsíkok                       | Az Edmontontól közvetlenül keletre fekvő nemzeti parkot eredetileg az őshonos vapitik védelmét szolgáló vadrezervátumként alapították, de később a bölénypopuláció megőrzésének központjává vált. A terület több mint 250 madárfajnak ad otthont. Maga a park lombhullató erdővel borított dombos tóvidék, a két legnagyobb állóvíz a déli részen fekvő Tawayik-tó, valamint az északi Astotin-tó ahol a névadó Elk-sziget is található. |
| Forillon                                              |                                                       | Québec é. sz. 48° 54′, ny. h. 64° 21′48.900000°N 64.350000°WForillon National Park                                                   | 1970           | 240 km2                                  | Notre Dame és Mégantic-hegység                            | A Forillion Nemzeti Park Quebec délkeleti részén helyezkedik el a Szent Lőrinc-öbölbe benyúló Gaspé-félszigeten. A park legfontosabb természeti látványosságai a sziklás partvidék, a szárazföld vízesései, valamint a gazdag tengeri és erdei élővilág. A terület fontos szerepet játszott a helyi őslakos mikmek és irokéz törzsek életében, akik apró vadász és halász kolóniákban éltek a félszigeten. Amikor 1970-ben védetté nyilvánították a vidéket, a lakosságot, 225 családot erőszakkal elűztek földjeiről. 2011-ben a kanadai kormányzat hivatalosan is bocsánatot kért ezért a lépésért.       |
| Fundy †                                               |                                                       | Új-Brunswick é. sz. 45° 36′, ny. h. 64° 57′45.600000°N 64.950000°WFundy National Park                                                | 1948           | 206 km2                                  | Tengeri akádiai felföldek                                 | A Fundy-öböl partjainál fekvő nemzeti parkban a világ egyik legmagasabb, 16 méteres árapály különbsége figyelhető meg, emiatt elsősorban az Upper Salmon-folyó torkolatvidékénél a tengeraljzat nagy területei kerülnek szárazra apály idején. A parkot alkotó erdős dombvidék csúcsai 300 méteres magasságig emelkednek. A terület jellemző erdőalkotó fái a vörös luc, a balzsamfenyő, a vörös juhar és a szürke luc. A nemzeti park az UNESCO Fundy Bioszférarezervátumának részét képezi. |
| Georgian Bay Islands †                                |                                                       | Ontario · é. sz. 44° 53′, ny. h. 79° 52′44.883333°N 79.866667°WGeorgian Bay Islands National Park                                    | 1930           | 14 km2                                   | Nagy-tavak                                                | Kanada legkisebb nemzeti parkja 63 apró szigetet foglal magába a Huron-tó keleti részét képző Georgian-öbölben. A legnagyobb földdarabon, a Beausoleil-szigeten kempingek működnek. A terület gazdag növény és állatvilága miatt a Georgian-öböl Litorális Bioszféra-rezervátum részét képezi. |
| Glacier                                               |                                                       | Brit Columbia · é. sz. 51° 18′, ny. h. 117° 31′51.300000°N 117.516667°WGlacier National Park                                         | 1886           | 1 349 km2                                | Columbia-hegység                                          | A Columbia-hegység természeti régióját képviselő nemzeti park Brit Columbia délkeleti részén található. A terület gazdag magashegységi élővilágáról és gleccsereiről ismert. Itt található a Rogers-hágó történelmi helyszíne is, amely a transz-kanadai vasútvonal kiépülésének fontos állomása volt. |
| Grasslands                                            |                                                       | Saskatchewan é. sz. 49° 12′, ny. h. 107° 43′49.200000°N 107.716667°WGrasslands National Park                                         | 1981           | 730 km2                                  | Préri                                                     | Az Egyesült Államokkal közös határ mentén fekvő nemzeti park Kanada legnagyobb prérijét foglalja magába. Jellegzetes állatfajai az amerikai bölény és a társas prérikutya. A sok helyen badland jellegű vidék fontos régészeti lelőhely, itt fedezték fel többek között a triceratops és a tyrannosaurus első maradványait is. |
| Gros Morne *                                          |                                                       | Új-Fundland és Labrador · é. sz. 49° 41′, ny. h. 57° 44′49.683333°N 57.733333°WGros Morne National Park                              | 1973           | 1 805 km2                                | Nyugat-új-fundlandi felföldek                             | Az Új-Fundland szigetének nyugati részén fekvő nemzeti park a kanadai világörökségi helyszínek egyike. A park hegyeit felépítő kőzetek egyedülállóan alkalmasak a lemeztektonikai mozgások vizsgálatára és az itt található üledékes kőzetek lehetőséget nyújtanak a földtörténet korai szakaszaiban keletkezett fosszíliák kutatására is. Az azonos nevű hegyfok után elnevezett Gros Morne ismert látványos fjordjairól, valamint gazdag hegyvidéki és tengeri élővilágáról is. |
| Gulf Islands (Reserve)                                |                                                       | Brit Columbia · é. sz. 48° 51′, ny. h. 123° 27′48.850000°N 123.450000°WGulf Islands National Park Reserve                            | 2003           | 37 km2                                   | A Georgia-szoros alföldjei                                | |
| Gwaii Haanas * (Reserve)                              |                                                       | Brit Columbia · é. sz. 52° 23′, ny. h. 131° 28′52.383333°N 131.466667°WGwaii Haanas National Park Reserve                            | 1988           | 1 474 km2                                | A csendes-óceáni partvidék hegységei                      | |
| Ivvavik                                               |                                                       | Yukon é. sz. 69° 31′, ny. h. 139° 31′69.516667°N 139.516667°WIvvavik National Park                                                   | 1984           | 9 750 km2                                | Észak-Yukon                                               | |
| Jasper *                                              |                                                       | Alberta é. sz. 52° 48′, ny. h. 117° 54′52.800000°N 117.900000°WJasper National Park                                                  | 1907           | 11 228 km2                               | Sziklás-hegység                                           | |
| Kejimkujik †                                          |                                                       | Új-Skócia · é. sz. 44° 24′, ny. h. 65° 13′44.400000°N 65.216667°WKejimkujik National Park                                            | 1967           | 404 km2                                  | Atlanti-óceáni parti síkság                               | |
| Kluane * (Park and Reserve)                           |                                                       | Yukon é. sz. 60° 37′, ny. h. 138° 20′60.616667°N 138.333333°WKluane National Park and Reserve                                        | 1993           | 5 900 km2 (Park) 16 080 km2 (Rezervátum) | Északi partvidéki hegységek                               | |
| Kootenay *                                            |                                                       | Brit Columbia · é. sz. 50° 53′, ny. h. 116° 03′50.883333°N 116.050000°WKootenay National Park                                        | 1920           | 1 406 km2                                | Sziklás-hegység                                           | |
| Kouchibouguac                                         |                                                       | Új-Brunswick é. sz. 46° 51′, ny. h. 64° 58′46.850000°N 64.966667°WKouchibouguac National Park                                        | 1969           | 239 km2                                  | A Szent Lőrinc-folyó és a Nagy-tavak alföldje             | |
| La Mauricie                                           |                                                       | Québec é. sz. 46° 48′, ny. h. 72° 58′46.800000°N 72.966667°WLa Mauricie National Park                                                | 1970           | 536 km2                                  | A Szent Lőrinc-folyó és a Nagy-tavak prekambriumi régiója | |
| Mingan Archipelago (Rezervátum)                       |                                                       | Québec é. sz. 50° 13′, ny. h. 63° 10′50.216667°N 63.166667°WMingan Archipelago National Park Reserve                                 | 1984           | 151 km2                                  | A Szent Lőrinc-folyó alföldje                             | |
| Mount Revelstoke                                      |                                                       | Brit Columbia · é. sz. 51° 05′, ny. h. 118° 04′51.083333°N 118.066667°WMount Revelstoke National Park                                | 1914           | 262 km2                                  | Columbia-hegység                                          | |
| Nááts'ihch'oh (Reserve)                               |                                                       | Északnyugati területek · é. sz. 62° 22′, ny. h. 127° 58′62.366667°N 127.966667°WNááts'ihch'oh National Park Reserve                  | 2014           | 4 850 km2                                | Mackenzie-hegység                                         | |
| Nahanni * (Reserve)                                   |                                                       | Északnyugati területek · é. sz. 61° 33′, ny. h. 125° 35′61.550000°N 125.583333°WNahanni National Park Reserve                        | 1974           | 30 000 km2                               | Mackenzie-hegység                                         | |
| Pacific Rim (Reserve)                                 |                                                       | Brit Columbia · é. sz. 48° 38′, ny. h. 124° 46′48.633333°N 124.766667°WPacific Rim National Park Reserve                             | 1970           | 510 km2                                  | Csendes-óceáni parti hegység                              | |
| Point Pelee                                           |                                                       | Ontario · é. sz. 41° 58′, ny. h. 82° 31′41.966667°N 82.516667°WPoint Pelee National Park                                             | 1918           | 15 km2                                   | A Szent Lőrinc-folyó alföldje                             | |
| Prince Albert                                         |                                                       | Saskatchewan é. sz. 53° 58′, ny. h. 106° 22′53.966667°N 106.366667°WPrince Albert National Park                                      | 1927           | 3 875 km2                                | Déli boreális alföldek és fennsíkok                       | |
| Prince Edward Island                                  |                                                       | Prince Edward-sziget · é. sz. 46° 25′, ny. h. 63° 05′46.416667°N 63.083333°WPrince Edward Island National Park                       | 1937           | 27 km2                                   | A Szent Lőrinc-folyó és a Nagy-tavak alföldje             | |
| Pukaskwa                                              |                                                       | Ontario · é. sz. 48° 15′, ny. h. 85° 53′48.250000°N 85.883333°WPukaskwa National Park                                                | 1971           | 1 878 km2                                | Központi boreális felföldek                               | |
| Qausuittuq                                            |                                                       | Nunavut · é. sz. 76° 00′, ny. h. 100° 00′76.000000°N 100.000000°WQausuittuq National Park                                            | 2015           | 11 008 km2                               | Nyugati arktikus magasföldek                              | |
| Quttinirpaaq                                          |                                                       | Nunavut · é. sz. 82° 13′, ny. h. 72° 13′82.216667°N 72.216667°WQuttinirpaaq National Park                                            | 1988           | 37 775 km2                               | Keleti arktikus területek                                 | |
| Riding Mountain †                                     |                                                       | Manitoba é. sz. 50° 52′, ny. h. 100° 02′50.866667°N 100.033333°WRiding Mountain National Park                                        | 1933           | 2 968 km2                                | Déli boreális síkságok és fennsíkok                       | |
| Rouge (Urban)                                         |                                                       | Ontario · é. sz. 43° 56′, ny. h. 79° 14′43.933333°N 79.233333°WRouge National Urban Park                                             | 2015           | 79,1 km2                                 | A Szent Lőrinc-folyó és a Nagy-tavak alföldje             | |
| Sable Island (Reserve)                                |                                                       | Új-Skócia é. sz. 43° 57′, ny. h. 59° 55′43.950000°N 59.916667°WSable Island National Park Reserve                                    | 2013           | 30 km2                                   | Atlanti-óceáni parti síkság                               | |
| Sirmilik                                              |                                                       | Nunavut · é. sz. 72° 59′, ny. h. 81° 08′72.983333°N 81.133333°WSirmilik National Park                                                | 2001           | 22 200 km2                               | Keleti arktikus alföldek                                  | |
| Terra Nova                                            |                                                       | Új-Fundland és Labrador é. sz. 48° 32′, ny. h. 53° 56′48.533333°N 53.933333°WTerra Nova National Park                                | 1957           | 399 km2                                  | Kelet-Új-Fundland atlanti régiója                         | |
| Thaidene Nëné (Reserve)                               |                                                       | Északnyugati területek · é. sz. 62° 30′, ny. h. 111° 00′62.500000°N 111.000000°WThaidene Nene National Park Reserve                  | 21 August 2019 | 14 305 km2                               | Északnyugati boreális felföldek                           | |
| Thousand Islands †                                    |                                                       | Ontario · é. sz. 44° 21′, ny. h. 75° 57′44.350000°N 75.950000°WThousand Islands National Park                                        | 1904           | 24 km2                                   | A Szent Lőrinc-folyó és a Nagy-tavak alföldje             | |
| Torngat Mountains                                     |                                                       | Új-Fundland és Labrador é. sz. 59° 26′, ny. h. 63° 52′59.433333°N 63.866667°WTorngat Mountains National Park                         | 2008           | 9 700 km2                                | Észak-Labrador hegyvidékei                                | |
| Tuktut Nogait                                         |                                                       | Északnyugati területek · é. sz. 68° 49′, ny. h. 121° 45′68.816667°N 121.750000°WTuktut Nogait National Park                          | 1998           | 18 181 km2                               | Tundrai dombvidék                                         | |
| Ukkusiksalik                                          |                                                       | Nunavut · é. sz. 65° 21′, ny. h. 87° 18′65.350000°N 87.300000°WUkkusiksalik National Park                                            | 2003           | 20 880 km2                               | Központi tundra                                           | |
| Vuntut                                                |                                                       | Yukon é. sz. 68° 22′, ny. h. 139° 51′68.366667°N 139.850000°WVuntut National Park                                                    | 1993           | 4 345 km2                                | Észak -Yukon                                              | |
| Wapusk                                                |                                                       | Manitoba é. sz. 57° 46′, ny. h. 93° 22′57.766667°N 93.366667°WWapusk National Park                                                   | 1996           | 11 475 km2                               | Hudson-James-alföldek                                     | |
| Waterton Lakes ‡                                      |                                                       | Alberta é. sz. 49° 03′, ny. h. 113° 55′49.050000°N 113.916667°WWaterton Lakes National Park                                          | 1895           | 505 km2                                  | Sziklás-hegység                                           | |
| Wood Buffalo *                                        |                                                       | Alberta · Északnyugati területek · é. sz. 59° 23′, ny. h. 112° 59′59.383333°N 112.983333°WWood Buffalo National Park                 | 1922           | 4 4972 km²                               | Északi boreális síkságok                                  | |
| Yoho *                                                |                                                       | Brit Columbia · é. sz. 51° 24′, ny. h. 116° 29′51.400000°N 116.483333°WYoho National Park                                            | 1886           | 1 313 km²                                | Sziklás-hegység                                           | |

### Tartományonként
| Tartomány/Terület       | Szám | Nemzeti parkok                                                                        |
| ----------------------- | ---- | ------------------------------------------------------------------------------------- |
| Brit Columbia           | 7    | Glacier, Gulf Islands, Gwaii Haanas, Kootenay, Mount Revelstoke, Pacific Rim, Yoho    |
| Északnyugati területek  | 6    | Aulavik, Nááts'ihch'oh, Nahanni, Thaidene Nëné, Tuktut Nogait, Wood Buffalo           |
| Ontario                 | 6    | Bruce Peninsula, Georgian Bay Islands, Point Pelee, Pukaskwa, Rouge, Thousand Islands |
| Alberta                 | 5    | Banff, Elk Island, Jasper, Waterton-tavak, Wood Buffalo                               |
| Nunavut                 | 5    | Auyuittuq, Qausuittuq, Quttinirpaaq, Sirmilik, Ukkusiksalik                           |
| Új-Fundland és Labrador | 4    | Akami-UapishkU-KakKasuak-Mealy Mountains, Gros Morne, Terra Nova, Torngat Mountains   |
| Új-Skócia               | 3    | Cape Breton Highlands, Kejimkujik, Sable Island                                       |
| Québec                  | 3    | Forillon, La Mauricie, Mingan Archipelago                                             |
| Yukon                   | 3    | Ivvavik, Kluane, Vuntut                                                               |
| Manitoba                | 2    | Riding Mountain, Wapusk                                                               |
| Új-Brunswick            | 2    | Fundy, Kouchibouguac                                                                  |
| Saskatchewan            | 2    | Grasslands, Prince Albert                                                             |
| Prince Edward-sziget    | 1    | Prince Edward Island                                                                  |

### Javasolt nemzeti park rezervátumok
Az alábbi területek esetében folyamatban van a nemzeti park státusz előkészítése.
| Név               | Elhelyezkedés | Terület             | Természeti régió       |
| ----------------- | --- | ------------------- | ---------------------- |
| Manitoba Lowlands | Manitoba é. sz. 53° 46′, ny. h. 99° 04′53.766667°N 99.066667°WLimestone Bay                                             | körülbelül 5000 km² | Manitobai alföldek     |
| South Okanas      | Brit Columbia · é. sz. 49° 04′, ny. h. 119° 41′49.066667°N 119.683333°WSouth Okanagan—Similkameen National Park Reserve | 284 km²             | Belső száraz fennsíkok |

Jelenleg hat természeti régió nem rendelkezik nemzeti parkkal és nincs is tervezet ilyen státuszú védelem létrehozására. A Parks Canada hosszútávú célja valamennyi kanadai ökorégió reprezentálása egy-egy nemzeti park által. A nemzeti parkkal vagy rezervátummal nem rendelkező természeti régiók az alábbiak:
- az ,,Északi fennsík tóvidéke" régió Új-Fundland és Labrador, valamint Québec területén
- a ,,Kanadai-ősföld felföldjei" régió Új-Fundland és Labrador, valamint Québec területén
- a ,,Belső felföldek és hegyvidékek" régió Brit Columbia és Yukon területén
- a ,,Southampton-síkság" régió Nunavutban
- az ,,Ungava felföldi tundra " régió Québec, valamint Nunavut területén
- a "Whale-folyó" régió Új-Fundland és Labrador, Nunavut, valamint Québec területén

## Nemzeti védett tengeri területek
A nemzeti védett tengeri területek (National Marine Conservation Area, NMCA) program 2002-ben kezdődött el, azzal a céllal, hogy védelmet biztosítson Kanada 29 tengeri és tavi ökorégiójának.
2020-ban öt NMCA és NMCA rezervátum működött az ország területén, ezek összesen 14 846 km2 mocsarat, partvidéket, tavi és tengeri vízfelszínt foglalnak magukba.
| Név                     | Kép | Elhelyezkedés | Alapítás | Terület (2017) | Tengeri/tavi ökorégió                   | Leírás |
| ----------------------- | --- | --- | -------- | -------------- | --------------------------------------- | ------ |
| Fathom Five †           |     | Ontario · é. sz. 45° 19′, ny. h. 81° 38′45.316667°N 81.633333°WFathom Five National Marine Park                             | 1987     | 114 km²        | Georgian-öböl                           |        |
| Gwaii Haanas (Reserve)  |     | Brit Columbia é. sz. 52° 00′, ny. h. 131° 12′52.000000°N 131.200000°WGwaii Haanas National Marine Conservation Area Reserve | 2010     | 1 500 km²      | Hecate-szoros, Queen Charlotte homokpad |        |
| Lake Superior           |     | Ontario · é. sz. 48° 26′, ny. h. 89° 13′48.433333°N 89.216667°WLake Superior National Marine Conservation Area              | 2015     | 10 880 km²     | Felső-tó                                |        |
| Saguenay–St. Lawrence † |     | Québec é. sz. 48° 04′, ny. h. 69° 40′48.066667°N 69.666667°WSaguenay–St. Lawrence Marine Park                               | 1998     | 1 245 km²      | A Szent Lőrinc-folyó torkolata          |        |

## Nemzeti landmarkok
A Nemzeti Landmark Programot 1978-ban alapították azzal a céllal, hogy védelem alá helyezzék az országban egyedülálló, különleges és jellegzetes természeti képződményeket.
| Név                    | Kép | Elhelyezkedés                                                                                      | Alapítva | Terület (2017) | Leírás |
| ---------------------- | --- | -------------------------------------------------------------------------------------------------- | -------- | -------------- | --- |
| Pingo Kanadai Landmark |     | Északnyugati területeké. sz. 69° 24′, ny. h. 133° 05′69.400000°N 133.083333°WAulavik National Park | 1984     | 16 km²         | Kanada egyetlen nemzeti landmarkja a Jeges-tenger partján fekszik. A védett területen nyolc nagy méretű földdel takart jégből álló halom, pingó található, ezekről kapta a nevét is. |

## Lásd még
- Kanada világörökségi helyszínei
- Kanada földrajza

## Fordítás
Ez a szócikk részben vagy egészben  a   List of National Parks of Canada című angol Wikipédia-szócikk fordításán alapul.  Az eredeti cikk szerkesztőit annak laptörténete sorolja fel. Ez a jelzés csupán a megfogalmazás eredetét és a szerzői jogokat jelzi, nem szolgál a cikkben szereplő információk forrásmegjelöléseként.